# Asylum
Asylum — музичний альбом гурту Kiss. Виданий 16 вересня 1985 року лейблом Mercury. Загальна тривалість композицій становить 38:50. Альбом відносять до напрямку хард-рок/важкий метал.

## Список творів
1. «King of the Mountain» — 4:17
2. «Any Way You Slice It» — 4:02
3. «Who Wants to Be Lonely» — 4:01
4. «Trial By Fire» — 3:25
5. «I'm Alive» — 3:43
6. «Love's a Deadly Weapon» — 3:29
7. «Tears Are Falling» — 3:55
8. «Secretly Cruel» — 3:41
9. «Radar for Love» — 4:02
10. «Uh! All Night» — 4:01